# Peter Ducke
Peter Ducke (Bensen, 1941. október 17. –) olimpiai bronzérmes szudétanémet labdarúgó.
Az NDK válogatott tagjaként részt vett az 1972. évi nyári olimpiai játékokon és az 1974-es világbajnokságon.

## Sikerei, díjai
Carl Zeiss Jena
- Keletnémet bajnok (3): 1962–63, 1967–68, 1969–70
- Keletnémet kupa (3): 1959–60, 1971–72, 1973–74

NDK
- Olimpiai bronzérmes (1): 1972

Egyéni
- A keletnémet bajnokság gólkirálya (1): 1962–63 (19 góllal)